# Biokonstruktor
Biokonstruktor (russ. Биоконструктор) ist eine sowjetische bzw. heute russische Synthpop/Darkwave-Band aus Moskau.

## Geschichte
Die Gruppe entstand 1986 in Moskau um den kreativen Kern Alexander Jakowlew (Gesang) und Andrei Kochajew (Schlagzeug) nach der Auflösung der Band Otwetny Tschai (Ответный чай), in der die beiden Musiker vorher aktiv waren. Als zusätzliche Mitglieder stießen die Keyboarder Waleri Wasko und Leonid Welitschkowski dazu.
Mit Tanzi Po Video (Танцы По Видео) erschien 1987 das einzige vollständige Album der Musiker unter dem Namen Biokonstruktor. Aufgrund der regimekritischen Texte konnte das Album nur inoffiziell im Heimstudio des Underground-Produzenten Igor Wasiliew aufgenommen und auf Tonband und Audiokassette als Magnitisdat verbreitet werden. Die Texte entstanden in Zusammenarbeit mit dem Lyriker Andrei Bondarenko und setzten sich oft philosophisch angehaucht mit Themen wie Entfremdung, Trostlosigkeit, Selbstzerstörung und dem Einfluss der Technik auf das moderne Leben auseinander.
Im gleichen Jahr wurde außerdem das Sentimentalny Albom (Сентиментальный Альбом) als Magnitisidat unter dem Namen des Nebenprojektes Pop-Kombinat (Поп-комбинат) veröffentlicht, da die mehr auf Tanzbarkeit ausgelegte, fröhlichere Musik nicht zum Bandkonzept von Biokonstruktor passte. Mehrere Stücke dieses Albums wurden später von den Nachfolgeprojekten der Bandmitglieder neu aufgenommen.

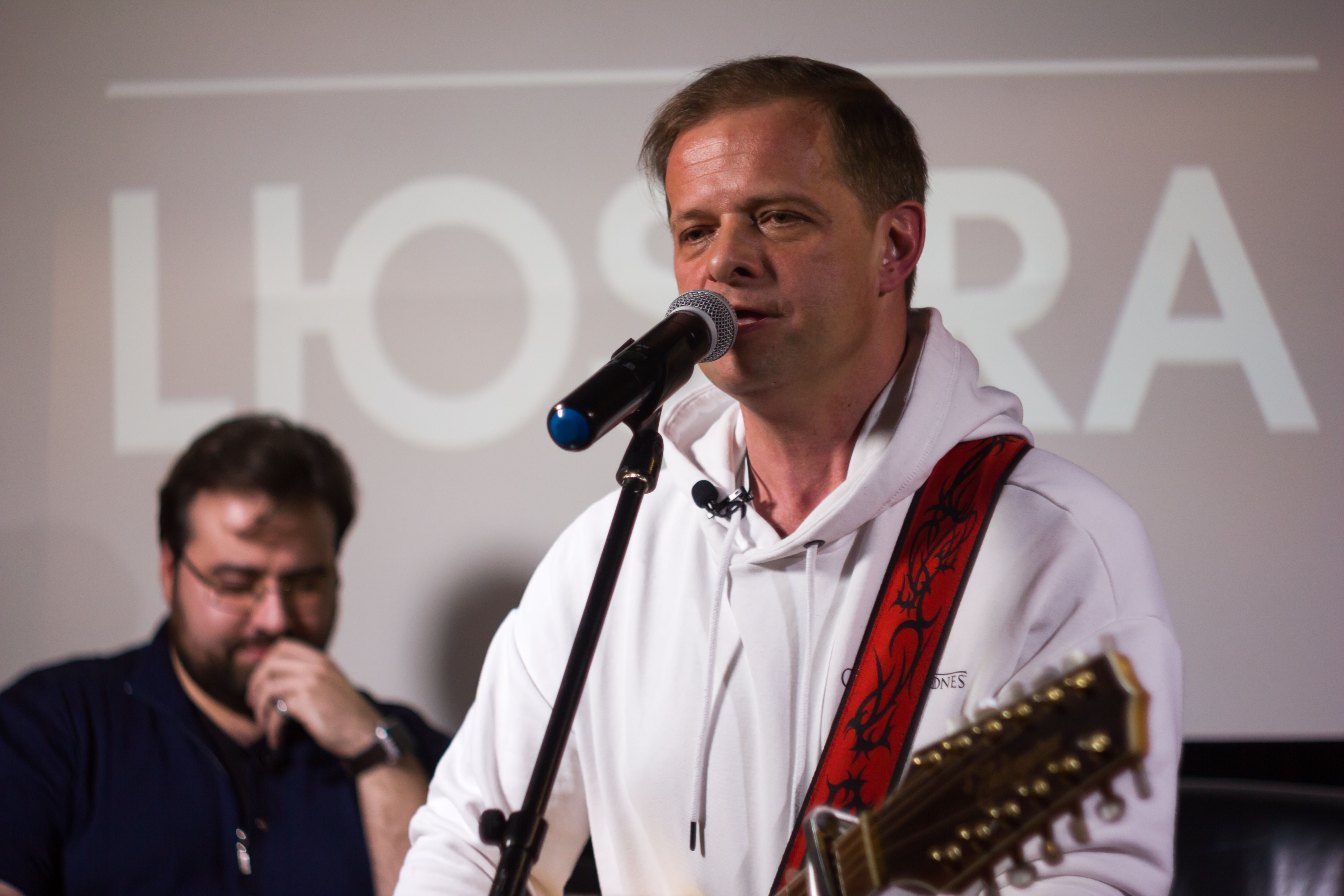
Roman Rjabzew, 2019

Die Band gab regelmäßig Konzerte auf diversen Underground-Festivals in der Sowjetunion und hielt Informationsveranstaltungen zur Komposition mit dem Synthesizer ab. Für die Fernsehsendung Telemost Moskwa - Leningrad (Телемост Москва - Ленинград), an der diverse Untergrundbands der beiden Städte mitwirkten, wurden 1987 professionelle Videoaufnahmen unter anderem von Biokonstruktor angefertigt. In der finalen Schnittfassung war der Auftritt jedoch nicht enthalten - dieses Videomaterial gilt heute als verschollen.
Anfang 1989 trat Waleri Wasko aus der Gruppe aus, Roman Rjabzew ersetzte ihn. Im gleichen Jahr erschien auf dem staatseigenen Label Melodija eine Split-LP mit der Gruppe Proschtschai, Molodost! (Прощай, Молодость!), deren Mitglieder ebenfalls einst bei Otwetny Tschai gespielt hatten. Biokonstruktor steuerte vier Songs bei, von denen drei dem ersten Album entnommen worden waren und einer eine Neukomposition war. Das Arrangement sowie einige Textzeilen wurden bei ersteren jedoch leicht verändert.
Während der Arbeiten am zweiten Album Teknoromantiki (Техноромантики) löste sich die Gruppe schließlich aufgrund der immer weiter zunehmenden musikalischen und persönlichen Meinungsverschiedenheiten zwischen Jakowlew und Welitschkowski auf. Bandleader Jakowlew betätigte sich von nun an solo als Bio (Био) und setzte die Arbeiten am Album fort, während die verbliebenen Mitglieder die in den 1990er-Jahren in den GUS-Staaten sehr erfolgreiche Band Technologija gründeten.
Nach einigen kleineren Veröffentlichungen der Musik der Band über die Jahre wurde der komplette Katalog von Biokonstruktor sowie Pop-Kombinat 2019 offiziell neu aufgelegt. Ein 1987 auf dem Novy Arbat gedrehtes Musikvideo zu Teleturism (Телетуризм) wurde zum Internetphänomen und trug maßgeblich zur vorangegangenen „Wiederentdeckung“ der Gruppe bei.
Seit 2019 ist die Gruppe mit den Gründungsmitgliedern Alexander Jakowlew, Andrei Kochajew und Waleri Wasko wieder aktiv und absolviert auch Liveauftritte sowohl mit klassischem als auch neuem Material. Das Mini-Album Fotonni Ili Wolna (Фотоны Или Волна) erschien unter Mitwirkung des russischen Musikers Sergei Golowanow im März 2020 nur digital und enthält drei neue Stücke, die wieder dem Genre des Synthpop zurechenbar sind.

## Stil und Wirkung
Biokonstruktor war maßgeblich von Bandleader Alexander Jakowlew geprägt, der durch seine tiefe Bassstimme und den nachdenklichen Klang des Materials im Zusammenspiel mit anspruchsvollen Texten das Konzept des „Technoromantikers“ illustrieren wollte. Es wurden Drumcomputer-Rhythmen mit eingängigen Synthesizermelodien in komplexen Arrangements sowie an den Industrial erinnernden und die Tonalität übersteigenden Passagen kombiniert. Nach dem Ende von Biokonstruktor entwickelte Jakowlew mit seinem Soloprojekt Bio (Био) diesen Stil in eine weniger experimentelle, poppigere Richtung weiter während die verbliebenen Bandmitglieder mit Technologija Elemente des Techno und Synth Rock einfließen ließen und sich deutlich vom Ursprungsklang von Biokonstruktor entfernten.
Starke Einflüsse in der Musik sowie im Auftreten der Band mit schwarzer (meist Leder-)bekleidung waren westliche Synthpop-Gruppen wie Kraftwerk, Ultravox und Depeche Mode.
Die belarussische Post-Punk/Dark-Wave-Band Molchat Doma, die sich einer Fortsetzung des sowjetischen Underground-Rocks der Perestroika-Ära verschrieben hat, nannte Biokonstruktor neben weiteren Gruppen dieser Zeit als einflussreiche Inspirationsquelle für ihre Werke.

## Diskografie
- 1987: Tanzi Po Video (Танцы По Видео) (Album)
- 1987: Sentimentalnyy Album (Сентиментальный Альбом) (Album, Nebenprojekt Pop-Kombinat)
- 1989: Gruppa "Biokonstruktor" / Duet "Proshai Molodost!" (Группа "Биоконструктор" / Дуэт "Прощай, Молодость!") (Split-LP, 4 Musikstücke)
- 2016: Neisdannoe (Неизданное) (Kompilation, unveröffentlichtes Material)
- 2020: Demonstracija Sily Tehniki (Демонстрация Силы Техники) (Kompilation, unveröffentlichtes Material)
- 2020: Fotonni Ili Wolna (Фотоны Или Волна) (Mini-Album)